# دی (پنج بربر)
دی (انگلیسی: Di)، یک گروه قومی باستانی بودند که در غرب چین زندگی می‌کردند و بیشتر به عنوان یکی از مردم چین غیر هان معروف به پنج بربر شناخته می‌شوند که در دوره شانزده پادشاهی قدرت را در شمال چین به دست گرفتند. این گروه قومی را نباید با بیدی (قوم‌های باستانی) (狄) قبلی اشتباه گرفت، که به مردمان کوچ نشین غیر مرتبط در شمال چین در زمان دودمان ژو اشاره دارد. با-دی (巴氐) شاخه ای از دی بود که با گروه قومی دیگری به نام قوم کنگ (賨) در هم آمیخت.